# Baranamtarra
Baranamtarra (fallecida alrededor del 2375 a. C.) fue reina consorte de Lagash.

## Biografía
Alrededor de 2384 a. C., Baranamtarra y su marido, Lugalanda, tomaron el poder en Lagash, una de las ciudades más antiguas de Sumer. Se convirtieron así en los mayores terratenientes de la ciudad. Baranamtarra presidía un templo y varias propiedades. Era hija de Ashag e intercambió regalos con Ninigidubti, esposa del rey de Adab. Como reina administraba sus propias propiedades y las del templo de la diosa Bau. Compraba y vendía esclavos y enviaba misiones diplomáticas a los estados vecinos.
Los registros que aún existen reflejan las actividades comerciales privadas de la esposa real durante la época de comercio internacional y de gran prosperidad de Lagash. Envió ropa de lana y plata a Dilmun y vendió cobre importado de Dilmun en la ciudad vecina de Umma. Siguiendo las prácticas habituales de los comerciantes internacionales, dedicó una estatua de bronce a la diosa Nanshe. Para sus propiedades, donde se comercializaba con productos lácteos, compró ganado en Elam. La expresión “propiedad de Baranamtara” se encuentra en listas de personas, animales, propiedades y diversos objetos.
Debido a la inestabilidad política de la época, fueron derrocados por Urukagina, alrededor del 2378 a. C.

## Reconocimientos
Baranamtarra fue una de las mujeres cuyo nombre fue escrito en  The Heritage Floor de la instalación artística The Dinner Party de Judy Chicago.